# 国鉄ウ300形貨車

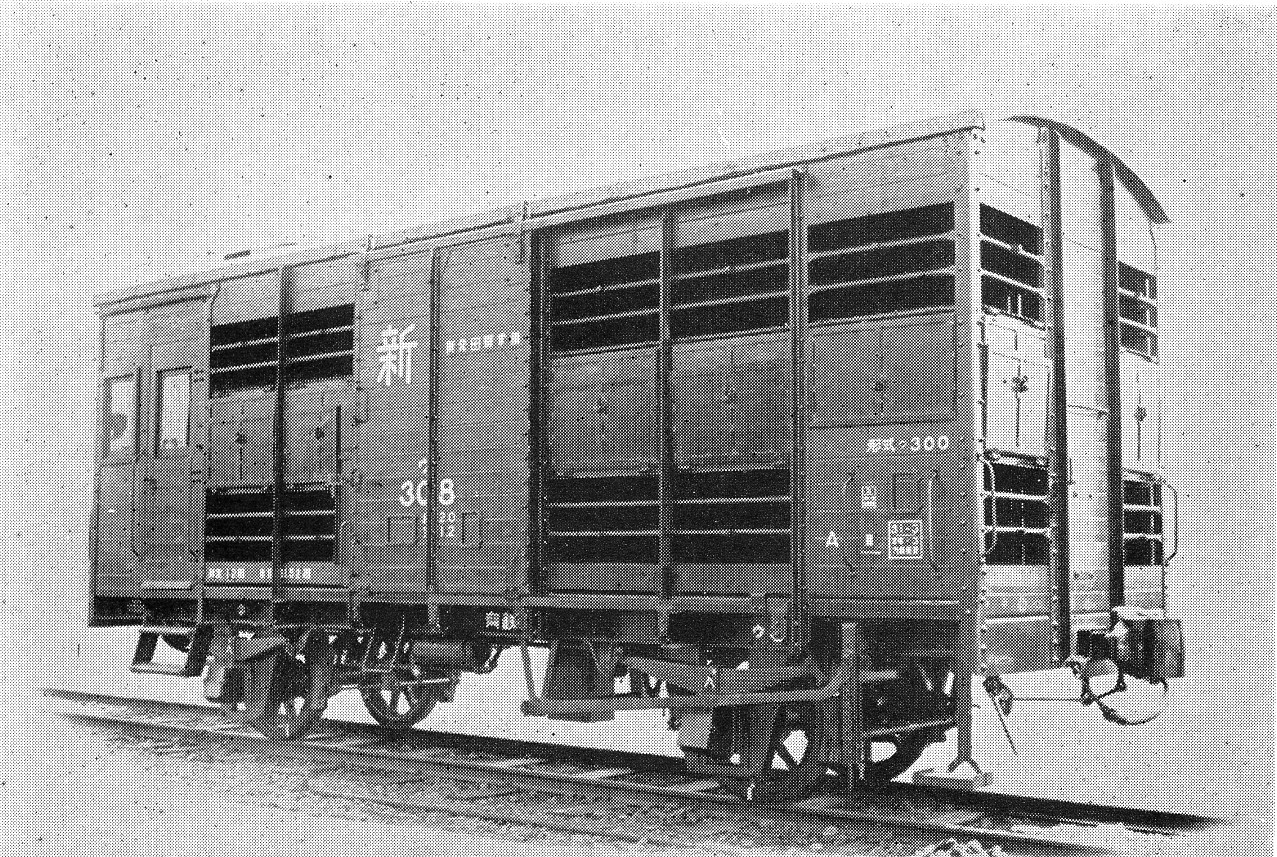
ウ300形（改修後）

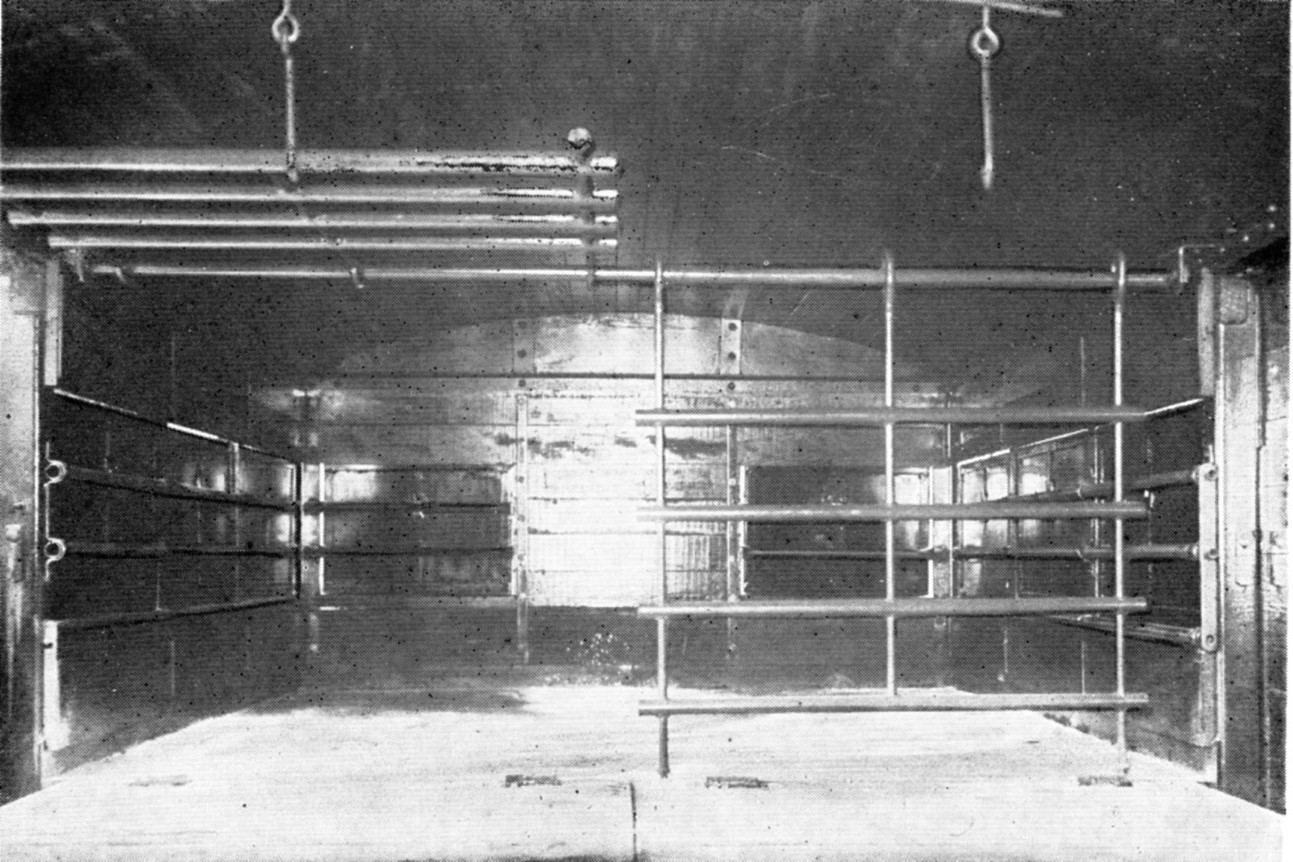
ウ300形の内部（上段）

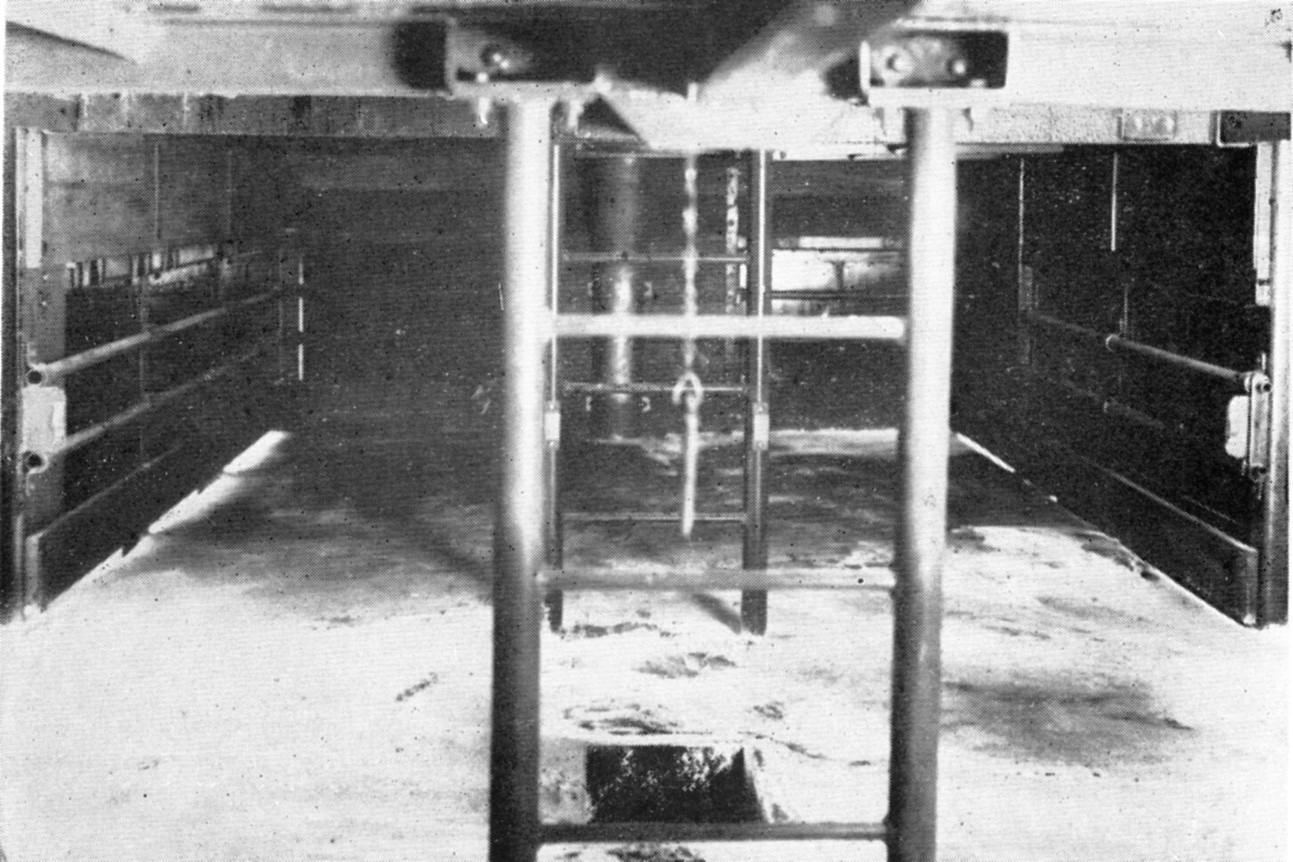
ウ300形の内部（下段）

国鉄ウ300形貨車（こくてつウ300がたかしゃ）は、かつて日本国有鉄道（国鉄）に在籍した有蓋貨車（豚積車）である。
本形式の改良型であるウ500形についても本稿で記述する。
豚積車の形式の記号である「ウ」は、ウシのウである。当初は家畜車の記号を「ウ」に変更し、新区分の豚積車を「カ」とする予定であったが、家畜車の両数が多く記号を書き換える手間を省くため、豚積車を新記号の「ウ」としたためである。

## ウ300形
本形式は、国鉄が1950年（昭和25年）度に国鉄新小岩工場で50両（ウ300 - ウ349）を、当時余剰となっていたトキ900形無蓋車の部品を一部流用し、改造名義で製作した。ただし実際の製造所は、新小岩工場がかかえていた仕事量の関係上、汽車製造東京支店に25両、川崎車輛に25両がそれぞれ外注された。落成は1951年（昭和26年）3月であった。
1951年度には新小岩工場で50両（ウ350 - ウ399）を新規製作し、ウ300形は合計100両（ウ300 - ウ399）が登場した。同年度製作分は、書類上は新規製作であるが、こちらも改造車と思われる。当初は、全車が常備駅が定められている専属貨車であったが、後に共通運用とされた車も存在した。
日本初の12t積み二軸豚積車であり、10t積みであった前級のウ200形より荷重が増大されたが、積載可能な頭数は40 - 50頭程度でほとんど変わらなかった。
車体は木板の横張りで、側面や妻面に開放式の窓が設けられ、積荷の家畜が逃げ出すのを防ぐため、鋼棒製の桟が2本入っている。製造当初は資材不足もあって、冬季に窓を塞ぐ戸が設けられておらず、側引戸や妻板中央部にも窓があるなど、開放的な構造であったが、後に蝶番支持の鋼製戸が各窓に設置されるとともに、妻板中央と側引戸の窓は廃止された。また、幅1,500mmの側引戸は豚の排泄物によるつまりを防ぐため、吊戸であった。
荷室は、豚積車の基本様式に則り、内部に鋼製の棚を設けた2階建て構造で、腐食防止のためアスファルトが塗布されていた。床面には中央に向かって傾斜がつけられており、その先には排水口が設けられていた。天井は、輻射熱を遮断するため、フェルトと板の2重張りとされた。また、車体の一端には、積荷の豚への給餌・給水を行うための付添人室が設けられており、側面に窓と開き戸が1個ずつ設けられた。付添人室内の座席下には水タンクが設置されており、付添人室の屋根上にはガーランド型通風器が1個設けられている。
荷室の寸法は、長さ5,925mm、幅2,320mm、高さ2,180mm、床面積は13.7m2（棚も同寸）である。全長は8,200mm、全幅は2,676mm、全高は3,775mm、軸距は4,200mm、自重は11.5tである。
本形式の軸ばね支持装置は（一段）リンク式で、最高運転速度は65km/h、車軸は12t長軸である。

## ウ500形
1957年（昭和32年）からは、ウ300形と同じ車体で走行装置を二段リンク式として最高運転速度を75km/hに向上した、ウ500形が製造された。
同形式は、老朽化したワム1形の改造名義により1957年（昭和32年）に国鉄新津工場で50両（ウ500 - ウ549）、1958年（昭和33年）に新津工場で25両、長野工場で25両の計50両（ウ550 - ウ599）が製造された。
1959年（昭和34年）には、ウ300形全車100両が走行装置を二段リンク式に改造してウ500形に編入された。改造工場は、旭川工場5両、盛岡工場12両、土崎工場5両、新津工場9両、長野工場35両、高砂工場7両、多度津工場3両、幡生工場24両であった。この改造工事により、ウ300形式は形式消滅となった。
新津工場、長野工場においては更にトラ1形の改造名義で夫々25両が製造された。
1963年（昭和38年）には新津工場にて20両（ウ750 - ウ769）が無蓋車（12t長軸使用のもの）の改造名義で製造された。
以上合計270両が豚積車の標準形式として全国で豚などの小家畜の輸送に使用された。
その後豚肉の流通形態の変化により生体輸送が減少したため、昭和40年代から余剰が出始め、1968年（昭和43年）には後述のポム200形陶器車に150両が改造されるとともに、1974年（昭和49年）に全廃となり、国鉄から豚積車が消滅した。

### 年度別製造数
各年度による製造会社（改造所）と両数は次のとおりである。
- 昭和32年度 - 50両
  - （新津工場） 50両 ワム1形よりの改造
- 昭和33年度 - 50両
  - （新津工場） 25両 ワム1形よりの改造
  - （長野工場） 25両 ワム1形よりの改造
- 昭和34年度 - 150両
  - （旭川工場） 5両 ウ300形よりの改造
  - （盛岡工場） 12両 ウ300形よりの改造
  - （土崎工場） 5両 ウ300形よりの改造
  - （新津工場） 9両 ウ300形よりの改造
  - （長野工場） 35両 ウ300形よりの改造
  - （高砂工場） 7両 ウ300形よりの改造
  - （多度津工場） 3両 ウ300形よりの改造
  - （幡生工場） 24両 ウ300形よりの改造
  - （新津工場） 25両 トラ1形よりの改造
  - （長野工場） 25両 トラ1形よりの改造
- 昭和38年度 - 20両
  - （新津工場） 20両 無蓋車（12t長軸使用のもの）よりの改造

## 形式間改造

### ポム200形
ポム200形は、国鉄が1968年および1969年（昭和44年）に、ウ500形の改造により150両（ポム200 - ポム349）を製作した15トン積み陶器車である。
老朽化が進んでいたポ100形の置き換え用として、当時余剰となっていたウ500形豚積車を改造したものである。同形式の付添人室と棚板を撤去し、妻板と側板を合板張りとし、床はアスファルト張りとした。荷室内には、従来の陶器車と同様の陶器積載用の棚を設けた。また、一般の有蓋車にある妻板上部の通風口がないため、旧付添人室屋根上のガーランド型通風器は存置された。改造にあたって、骨組み等の基本構造はそのままとされたため、荷扱い戸の位置は、種車同様車体中央部からオフセットしている。荷室の寸法は、長さ7,350mm、幅2,320mm、高さ2,145mm、床面積は17.1m2、容積は36.5m3、自重は10.5tである。
主に中京地区から出荷される陶磁器の輸送に使用されたが、種車の老朽化が進んでいたこともあり、1974年度末に形式消滅となった。

### ヒ500形
ヒ500形は、航送車両の鉄道連絡船への積み下ろし作業用の控車として製作された事業用貨車で、ウ500形も改造種車となっている。